# Hylobates albibarbis
El gibón ágil de Borneo (Hylobates albibarbis) es una especie de primate hominoideo de la familia Hylobatidae, se considera una especie amenazada y es endémica del sur de Borneo, entre los ríos Kapuas y Barito.
Al gibón ágil de Borneo se le consideró inicialmente una subespecie de Hylobates agilis, pero basados en investigaciones de ADN algunos autores lo clasifican como una especie diferente.